# Philippe Étesse
Philippe Étesse (* 1947) ist ein französischer Schauspieler.

## Leben
Sein Theaterdebüt gab Philippe Étesse am Pariser Théâtre de la Madeleine als Guillaume Charbonnier neben Corinne Le Poulain in Quarante carats. 1968 folgte sein Fernsehdebüt als Cléante neben Michel Serrault und Rosy Varte in Pierre Badels Le bouregois gentilhomme (Der Bürger als Edelmann). Am Theater spielt er 1970 mit Claude Jade in Julien Bertheaus Inszenierung von Sacha Guitrys Je t’aime und neben Gaby Sylvia in Le repas des dinosaures. Der Däne Gabriel Axel gab ihm 1970 eine Hauptrolle als romantischer Verführer in seinem Drei-Episoden-Film Amour. Am Theater arbeitete er Anfang der 1970er Jahre in einigen Inszenierungen von Jean Meyer in Lyon am Théâtre des Célestins: als Lafcadio Wluiki in André Gides Les Caves du Vatican, als Valère in Der Geizige und als Dorante in Das Spiel von Liebe und Zufall. Er arbeitete neben Meyer mit weiteren Theaterregisseuren wie Jean-Louis Barrault, Franco Zeffirelli, Jean-Paul Roussillon, Jean-Laurent Cochet und Maurice Béjart. Große Popularität brachte ihm die Krimi-Reihe Les dossiers de Maitre Robineau. Als Titelheld  Jean-Marc Robineau ermittelte er in vier TV-Filmen. 1975 bis 1983 war er Mitglied der Comédie-Française. Neben der vielen Theaterarbeiten drehte er auch fürs Kino: 1971 neben Bruno Pradal eine Nebenrolle in Ohne Skrupel (La saignée), 1986 eine Hauptrolle neben Assumpta Serna in La joven y la tentación und 1992 als Hauptdarsteller und Co-Autor von Pierre Dupoueys Vincennes Neuilly. Im Fernsehen war er meist in Theaterverfilmungen wie Raymond Rouleaus Hernani (1975) und in fünf Stücken in der Reihe Au théâtre ce soir. 1988 spielt er neben Marie Trintignant im TV-Film La Garçonne.
Später war er Gaststar in Krimiserien wie Une femme d’honneur und La Crim’. 2003/2004 spielte er in der Serie Frank Riva den Innenminister. Im neuen Jahrtausend war Philippe Étesse in einigen Inszenierungen von Patrice Kerbrat zu sehen, so 2016 in Terence Rattigans The Browning Version (Konflikt des Herzens).

## Filmografie (Auswahl)
- 2003: La Crim’ (Fernsehserie, 1 Folge)
- 2003, 2004: Frank Riva (Fernsehserie, 4 Folgen)
- 2004; Une femme d’honneur (Fernsehserie, 1 Folge)